# دوري كرة القدم الإنجليزي 1929–30
دوري كرة القدم الإنجليزي 1929–30 هو موسم من دوري كرة القدم الإنجليزي. أقيم خلال الفترة 31 أغسطس 1929 وحتى 3 مايو 1930، وفاز فيه شيفيلد وينزداي.